# Шахматовидна ведрица
Шахматовидна ведрица или малка ведрица (Fritillaria meleagroides) е растение от семейство Кремови. Критично застрашен вид в България.

## Разпространение
Шахматовидната ведрица е разпространена в Северозападен Китай, Западен Сибир, Европейска Русия, Северен Кавказ, Казахстан, Украйна, Молдова и България. Среща се в България на няколко места – южно от гара Верила (Софийски район) и около Драгоманското и Алдомировското блато (Знеполски район), в резерват "Острица" в Голо бърдо.
Обитава влажни тревни съобщества в зоната между преовлажнените и ксеромезофилните участъци. Образува популации от двадесетина до няколкостотин индивиди.

## Описание
Представлява тревисто луковично растение, достига височина между 25 и 60 cm. Листата му са сиво-синкави, теснолинейни, разположени последователно от основата до върха на стъблото. Цветовете са единични, рядко се срещат по 2–3. Те са увиснали със звъневидна форма. Околоцветните листчета имат дължина 2,5–3,5 cm. Те са тъмночервени, до кафявовиолетови, с неясно очертани шахматни петна. Плодът представлява изправена, триръбеста кутийка с дължина 2 cm и ширина 1 cm. Растението е насекомоопрашващо се. Размножава се със семена и с много слаба интензивност вегетативно.

## Природозащитен статус
Основна опасност за вида е пресушаването на местообитанията и превръщането на влажните ливади в обработваеми земи.